# Heptapterus carmelitanorum
Heptapterus carmelitanorum — вид сомоподібних риб з родини гептаптерових (Heptapteridae). Описаний у 2022 році.

## Назва
Видова назва походить від Carmelitanos (португальською мовою), місцевої назви людей, які народилися або проживають у місті Карму-ду-Ріу-Клару, де було виявлено вид.

## Поширення
Ендемік Бразилії. Поширений у верхів'ях басейну річки Парана у штаті Мінас-Жерайс.